# Leciñana de la Oca
Leciñana de la Oca en espagnol ou Leziñana Oka en basque est une commune ou une contrée appartenant à la municipalité d'Erriberagoitia dans la province d'Alava, située dans la Communauté autonome basque en Espagne.